# Le Territoire des autres
Le Territoire des autres est un film français réalisé par François Bel, Gérard Vienne, Michel Fano, Jacqueline Lecompte, sorti le 20 décembre 1970.

## Synopsis
Chassés de leurs territoires naturels, les animaux sauvages d'Europe se sont réfugiés dans des régions inhabitées, escarpées ou inaccessibles aux hommes : falaises, montagnes,  marécages, cœurs des forêts, savanes. Pendant le temps des parades amoureuses, des couvées, ou des chasses impitoyables des grands fauves, les opérateurs ont guetté et observé ces animaux avant de les filmer aux meilleurs moments, les plus surprenants, les plus violents ou les plus intimes. 
L'œuvre s'articule en dix chapitres : Personnages - Décor - Regards - Présence de l'animal - Mouvement - La vie de relation - La vie de famille - Territoire - Sexualité - Discours. 
Ce film est l'aboutissement de sept années de prises de vues, de deux ans de montage, et d'un long travail de composition et de mixage de la partition sonore originale et insolite de Michel Fano. 
Lors de sa sortie, le magazine Image et son en parle comme d'un film d'"une originalité profonde : pas une phrase de commentaire, nulle musique, mais une partition sonore qui harmonise les sons réels, travaillant ”musicalement” certains d'entre eux".  
Quant au grand cinéaste américain Orson Welles, il a dit de ce film : "Le Territoire des autres est un trésor qui doit être chéri par les générations de cinéphiles à venir comme par ceux de la génération d’aujourd’hui qui retrouvent en lui son expression propre. Tous ceux qui le verront seront touchés et y trouveront la présence d’une magie".

## Fiche technique
- Titre : Le Territoire des autres
- Réalisation : François Bel, Gérard Vienne, Michel Fano, Jacqueline Lecompte
- Images : François Bel, Gérard Vienne
- Partition sonore : Michel Fano
- Montage : Jacqueline Lecompte (alias Jacqueline Fano), Jean-Paul Thobie
- Producteur   : Cinéastes Animaliers Associés
- Distributeur : Parafrance
- Pays :  France
- Genre : Documentaire, Documentaire animalier
- Durée : 90 minutes
- Date de sortie en France : 20 décembre 1970 (France)